# Шешана
Шешана (перс. Seghane, тур. Şişhane, Shishane) или шишана, кратка пушка кремењача турског порекла.

## Дефиниција
Вук Караџић у Српском рјечнику из 1852. године дефинише шешану као врсту пушке кремењаче, источњачки карабин.

## Карактеристике
Као и већина других пушака кремењача произведених у Османском царству, шешане су имале такозвани шпански табан, који Вук Караџић у Српском рјечнику из 1852. године назива турским или арнаутским. Опруге и читав механизам за опаљивање налазили су се споља, на спољашњој страни табанске дашчице, тако да су се делови лако прљали и ломили, али и лако чистили и замењивали у случају квара.

## Употреба
Ове пушке биле су у употреби од 1700. до после 1878. године широм Османског царства и на Балкану. У Србији, задржале су се у цивилној употреби (као ловачке пушке и за самоодбрану) до осамдесетих година 19. века. Најмање једна шешана коришћена је од стране устаника током Тимочке буне (у бици на Грамади).